# 大切頂二十・十二面体
大切頂二十・十二面体（だいせっちょうにじゅうじゅうにめんたい、Great truncated icosidodecahedron）または大擬切頂二十・十二面体（だいぎせっちょうにじゅうじゅうにめんたい、Great Quasitruncated icosidodecahedron）とは、一様多面体の一種である。斜方切頂二十・十二面体の正十角形を正10/3角形に変更した立体であり、大二十・十二面体の頂点を特殊な形で切り落としたものでもある。

## 性質
- 構成面: 正方形30枚、正六角形20枚、正10/3角形12枚
- 辺: 180
- 頂点: 120
- 頂点形状: 4, 6, 10/3
- シュレーフリ記号: tr{5/3, 3}
- ワイソフ記号: 5/3 2 3|
- 枠: 面が正確な正多角形ではない斜方切頂二十・十二面体
- 双対: 大二重二方三十面体（英語版）